# Die flüsternden Puppen
Die drei ??? und die flüsternden Puppen ist ein deutscher Jugendkriminalroman von André Minninger aus dem Jahre 2015. Es ist der 179. Band der Reihe Die drei ??? und der neunte von Minninger dafür verfasste. In ihm entdecken die jugendlichen Protagonisten Justus Jonas, Peter Shaw und Bob Andrews Hinweise auf die Entführung eines Mädchens, die sie über die Grenze nach Mexiko führen. Die dazugehörige Hörspielumsetzung durch das Label Europa erschien 2016 als Folge 180.

## Handlung
Peter hat die Werbung eines Fitness-Studios in Hollywood bekommen, das ein kostenloses Probe-Training anbietet, was er sogleich einmal austesten möchte. Auf dem Heimweg findet er auf dem Parkplatz jedoch einen Walkman liegen. Da diese Geräte nicht mehr hergestellt werden, will er kurz hören, was sich auf der Kassette befindet, und findet zu seiner Überraschung ein Lied darauf, das er kürzlich im Radio hörte, den Titel aber leider nicht kannte. Er nimmt den Walkman mit, weil er vorhat, das Lied zu kopieren. Als er in der Zentrale seinen beiden Freunden Justus und Bob den Titel sowie die andere Seite der Kassette, die das Lieblingslied ihres Erzfeindes Skinny Norris In the Middle of the Night enthält, vorspielt, wird die Aufnahme plötzlich durch die Stimme eines Mädchens unterbrochen, das um Hilfe schreit. Es liegt der Verdacht nahe, dass es sich dabei um den Mitschnitt einer Entführung handelt. Die Besitzerin hatte offenbar in ihrer Not die Aufnahmetaste betätigt und dann den Walkman fallen gelassen.
Die drei Fragezeichen begeben sich daher nochmal zum Fitness-Studio und der Trainer Michael Rompa kann sich an die Besitzerin, ein Mädchen namens Bianca, noch sehr gut erinnern, da sie ihm zum einen sehr gefiel und zum anderen ein solches Gerät sehr selten zu sehen sei. Er gibt ihnen ihre Nummer und bestätigt, dass er das Lied in voller Länge gehört hat. Daraus schließt Peter, dass wirklich eine Entführung vorliegt. Als Justus dort jedoch anruft, ist am anderen Ende der Leitung ein Mexikaner namens Juan Conzales aus Tijuana, einer Stadt dicht hinter der Grenze, der das Mobiltelefon auf der Straße gefunden habe, jedoch überraschend wieder auflegt. Die Jungen sind sich nun sehr sicher, dass Bianca tatsächlich entführt wurde. Obwohl Peter und Bob Inspektor Cotta in Kenntnis setzen wollen, setzt Justus durch, dass sie sich auf eigene Faust nach Mexiko begeben und dort ermittlerische Vorarbeit leisten. Als sie in Tijuana die Straße gefunden haben, die ihnen der Mann bei ihrem kurzen Gespräch genannt hat, ruft dieser überraschend nochmal an und gesteht, dass er ihnen vorhin nicht die ganze Wahrheit sagte: Er habe nämlich gesehen, wie ein Mädchen, das gerade in ein Taxi/einen Lieferwagen gezerrt wurde, ihr Telefon fallen ließ. Der Mexikaner konnte verstehen, welches Ziel dem Fahrer genannt wurde. Mehr will er mit der Sache nicht zu tun haben, lehnt ein Treffen – wohl aus Angst, es mit der Polizei zu tun bekommen – ab und legt schließlich erneut auf. Die Jungen suchen die angegebene Adresse (Cañon del Padre 1271) auf und finden sich in einer sehr verlassenen Gegend wieder, bei ihrem Ziel handelt es sich um eine kleine Wellblechhütte. Dort finden sie jedoch keinen weiteren Anhaltspunkt und mutmaßen schon, dass sie an der falschen Stelle sind. Auf Drängen von Peter und Bob will Justus schließlich die Polizei benachrichtigen, allerdings befinden sie sich in einem Funkloch. Als sie zurück zur Grenze fahren wollen, springt Peters Wagen plötzlich nicht mehr an, woraufhin sie beschließen, in dem heruntergekommenen Haus zu übernachten.
Als Peter seinen Durst stillen möchte, findet er im Waschbecken eine riesige, waschbeckengroße Spinne, die Bob jedoch mit Justus‘ Unterstützung in einem Eimer fangen und aussetzen kann.
Peter vernimmt unter dem Bett des Nachts ein Rascheln und denkt, es sei die Spinne, was, wie sich noch herausstellt, auch der Fall ist. Dann vernimmt er jedoch eine weibliche, flüsterte Stimme und er weckt Justus und Bob. Sie finden eine Puppe, die über ein Sprachmodul mit Bewegungssensor verfügt, der dann die Wiedergabe aktiviert und außerdem über eine Aufnahmefunktion, mit der man die Puppe besprechen kann. Es handelt sich, wie sie erkennen, um die Stimme von Bianca, allerdings klingt alles sehr abgehackt. Am nächsten Morgen finden die Jungen schließlich zwei weitere Puppen, die ebenfalls derartig besprochen wurden. Sie ahnen nun, dass Bianca hier gefangen gehalten wurde und entsprechende Hinweise darauf hinterließ. Als sie herausfinden, dass sie die Puppen in einer bestimmten Reihenfolge versetzt abspielen müssen, können sie nach einigen Versuchen die gesamte Botschaft hören: Bianca teilt ihnen mit, dass den Verbrechern etwas dazwischen gekommen ist und sie sie in das Santa Monica Motel bringen werden. Die Jungen wollen daher so schnell wie möglich wieder zurück. Peters Wagen springt nun überraschenderweise wieder an und die drei machen sich, mit den Puppen als Beweismaterial, zurück auf den Weg in Richtung Santa Monica. Kurz vor der Grenze bemerkt Justus, dass ihnen ein Wagen folgt und kann für einen Augenblick erkennen, dass der Beifahrer Michael Rompa, der Besitzer des Fitness-Studios, ist. Er ahnt nun, dass in Wirklichkeit alles ganz anders ist und sie auf einen üblen Trick hereingefallen sind. Sie halten an einer Tankstelle, wo Justus die Batterien durch gewöhnliche austauscht und sich und seinen Kollegen einen Snack kauft. Die Polizei können sie wieder nicht benachrichtigen, da der Akku von Justus’/Bobs Telefon inzwischen leer ist.
Als sie über die Grenze kommen, halten sie auf dem nächsten Parkplatz, um dort einen öffentlichen Fernsprecher zu benutzen, dieser ist jedoch außer Betrieb. Sie werden von ihren Verfolgern eingeholt, die ihnen mit Waffengewalt, die Justus als Spielzeugwaffe identifizieren kann, die Puppen abnehmen und ihnen einschärfen, niemandem davon zu erzählen, weil man ansonsten wüsste, wo man sie finden würde. Justus konnte unbemerkt einen Peilsender an dem Wagen anbringen, sodass sie die Verfolger verfolgen können. Unterwegs erklärt er seinen Freunden, dass es gar keine Entführung gibt, dass der Walkman absichtlich deponiert und dass Michael Rompa ihnen absichtlich eine falsche Handynummer gegeben hat, sodass er selbst mit verstellter Stimme als Juan Conzales aus Tijuana abheben und sie nach Mexico locken konnte, wo sie die Puppen finden, mitnehmen und das Rätsel lösen sollten. Rompa und sein Komplize folgten den drei Detektiven und nahmen, während sie sich in der Hütte umsahen, vorübergehend die Zündkerzen aus Peters MG heraus. In den Batterien der Puppen befand sich Rauschgift, vermutlich Heroin oder Kokain, im Wert von mehreren Tausend US-Dollar versteckt, jedoch hat Justus diese in der Toilette der Tankstelle entsorgt, was, wie er im Nachhinein bemerkt, eine große Dummheit war, da ihnen, wenn die Auftraggeber von Rompa und seinem Komplizen davon mitbekommen sollten, großer Ärger bevorsteht.
Als das Signal des Peilsenders zu piepen beginnt, folgen sie dem Signal bis nach Rocky Beach. Die Spur führt – zu ihrer Überraschung – zu der Villa von ihrem Erzfeind Skinny Norris, der der Komplize Rompas ist. Sie schleichen sich heran und stellen fest, dass sich Skinny Norris und Michael Rompa, die hinter der inszenierten Entführung stecken, und Bianca, die sich als Rompas Freundin herausstellt, gerade in Schwierigkeiten mit zwei Verbrechern stecken, von denen sie den Auftrag erhalten haben, die Drogen über die Grenze zu bringen. Einer von ihnen besitzt einen Elektroschocker und hat Skinny damit bereits mehrfach eine Ladung verpasst. Als Bianca erwähnt, dass sie nur komische Texte aufgenommen hat und dass drei Jungen, die anstelle von Skinny und Michael Rompa die Puppen über die Grenze geschmuggelt haben, vielleicht den Stoff an sich genommen haben und die Verbrecher deren Namen suchen, weigert sich Skinny, die Namen der drei Jungen herauszurücken. Die Jungen beschließen, in die Offensive zu gehen und klingeln Sturm, woraufhin sie eingelassen werden. Die Verbrecher wollen wissen, wo sich die Drogen befinden, Justus stellt jedoch nur vermeintlich provokante Fragen, sodass er einen mit dem Elektroschocker verpasst kriegen soll. Gerade in dem Moment, als das geschehen soll, trifft schließlich die Polizei ein, die Peter vorher in Kenntnis gesetzt haben. Gegenüber Cotta und seinen Leuten streiten die beiden Verbrecher ab, irgendetwas mit Drogen zu tun zu haben und es steht somit Aussage gegen Aussage. Justus konnte jedoch mit dem begrenzten Speicher einer der Puppen heimlich einen Teil des Gesprächs aufnehmen. Damit ist der Fall klar und die Verbrecher werden verhaftet. Justus betont gegenüber Cotta allerdings, dass Skinny und Rompa von den beiden zum Schmuggel gezwungen wurden und die drei Fragezeichen um Hilfe gebeten hätten. Skinny ruft ihn deswegen am Abend nochmal an und Justus meint, dass er es getan habe, da Skinny von dem einen Verbrecher schwer zugesetzt wurde, er aber dennoch die Identität der drei Fragezeichen nicht preisgeben hat. Ehe Skinny noch mehr dazu sagen kann, legt er auf und ist der Meinung, alles richtig gemacht zu haben.

## Ausgabe
- André Minninger: Die drei ??? und die flüsternden Puppen. Kosmos, Stuttgart 2015, ISBN 978-3-440-13583-9.